# Día Internacional de la Paz
El Día Internacional de la Paz o Día Mundial de la Paz se conmemora anualmente el 21 de septiembre desde 1982 y fue aprobado el 30 de noviembre de 1981 por la Asamblea General de las Naciones Unidas.

## Proclamación
El Día Internacional de la Paz, también conocido  simplemente como El Día de la Paz, fue proclamado por la Asamblea General de las Naciones Unidas el 30 de noviembre de 1981. Esta jornada se estableció con el objetivo de conmemorar y fortalecer los ideales de paz entre todas las naciones y pueblos del mundo. En 1999, la ONU adoptó la Declaración y Programa de Acción sobre una Cultura de Paz, subrayando que la paz no solo es la ausencia de conflictos, sino también un proceso positivo, dinámico y participativo que promueve el diálogo y la cooperación mutua.

## Celebración
Este día originalmente, se celebraba el tercer martes de septiembre, coincidiendo con la apertura del período ordinario de sesiones de la Asamblea General, que suele iniciarse en septiembre.

Sin embargo, el 7 de septiembre de 2001, la Asamblea General decidió que, a partir de 2002, el Día Internacional de la Paz se celebraría el 21 de septiembre de cada año. La primera celebración oficial del Día Internacional de la Paz tuvo lugar en 1982. Las actividades típicas incluyen actos educativos y de sensibilización, ceremonias de encendido de velas, marchas por la paz, conferencias y actividades artísticas. Además, se hace un llamado global a un alto el fuego y a la no violencia durante toda la jornada, invitando a todas las naciones y pueblos a cesar las hostilidades.

## Temas
- 1982: Primera celebración[7]
- 2002: Día para que todos los sectores de la sociedad mundial se unan en una declaración compartida de paz[8]
- 2003: Sin tema[9]
- 2004: Sin tema[10]
- 2005: Sin tema[11]
- 2006: Sin tema[12]
- 2007: Peace is the United Nations’ highest calling,[13] ('La paz es el llamado más elevado de las Naciones Unidas')
- 2008: Send a message of peace to world leaders,[14] ('Envía un mensaje de paz a los líderes mundiales.')
- 2009: Nuclear disarmament and non-proliferation,[15] ('Desarme nuclear y no proliferación')
- 2010: Youth for Peace and Development,[16] ('Juventud por la Paz y el Desarrollo')
- 2011: Peace and Democracy: Make your voice heard!,[17] ('Paz y democracia: ¡Haz que tu voz se escuche!')
- 2012: Sustainable Peace For a Sustainable Future,[18] ('Paz sostenible para un futuro sostenible')
- 2013: Education for Peace,[19] ('Educación por la paz')
- 2014: Encountering the "Other", building peace,[20]  ('Encuentro con el 'otro', construyendo la paz')
- 2015: Partnerships for Peace - Dignity for All,[21] ('Alianzas para la Paz - Dignidad para Todos')
- 2016: Los Objetivos de Desarrollo Sostenible: elementos constitutivos de la paz[22]
- 2017: Together for Peace: Respect, Safety and Dignity for All,[23] ('Juntos por la paz: respeto, seguridad y dignidad para todos')
- 2018: The Right to Peace,[24] ('El derecho a la paz')
- 2019:  Climate Action for Peace,[25]('Acción climática para la paz')
- 2020: Forjando la paz juntos, nuestro tema para 2020[26]
- 2021: Recuperarse mejor para crear un mundo más equitativo y sostenible[27]
- 2022: End racism. Build peace,[28] ('Poner fin al racismo. Construir la paz')
- 2023: Actions for peace: Our ambition for the #GlobalGoals,[29] ('Acciones para la paz: Nuestra ambición para los #ObjetivosGlobales')